# جيمس ماكلولين
جيمس ماكلولين (بالإنجليزية: James McLaughlin)‏ هو سياسي أمريكي، ولد في 6 نوفمبر 1943. حزبياً، نشط في الحزب الديمقراطي.